# Pocé-les-Bois
Pocé-les-Bois is een gemeente in het Franse departement Ille-et-Vilaine (regio Bretagne). De plaats maakt deel uit van het arrondissement Fougères-Vitré. Pocé-les-Bois telde op 1 januari 2022 1.317 inwoners.

## Geografie
De oppervlakte van Pocé-les-Bois bedroeg op 1 januari 2022 14,84 vierkante kilometer; de bevolkingsdichtheid was toen 88,7 inwoners per km².

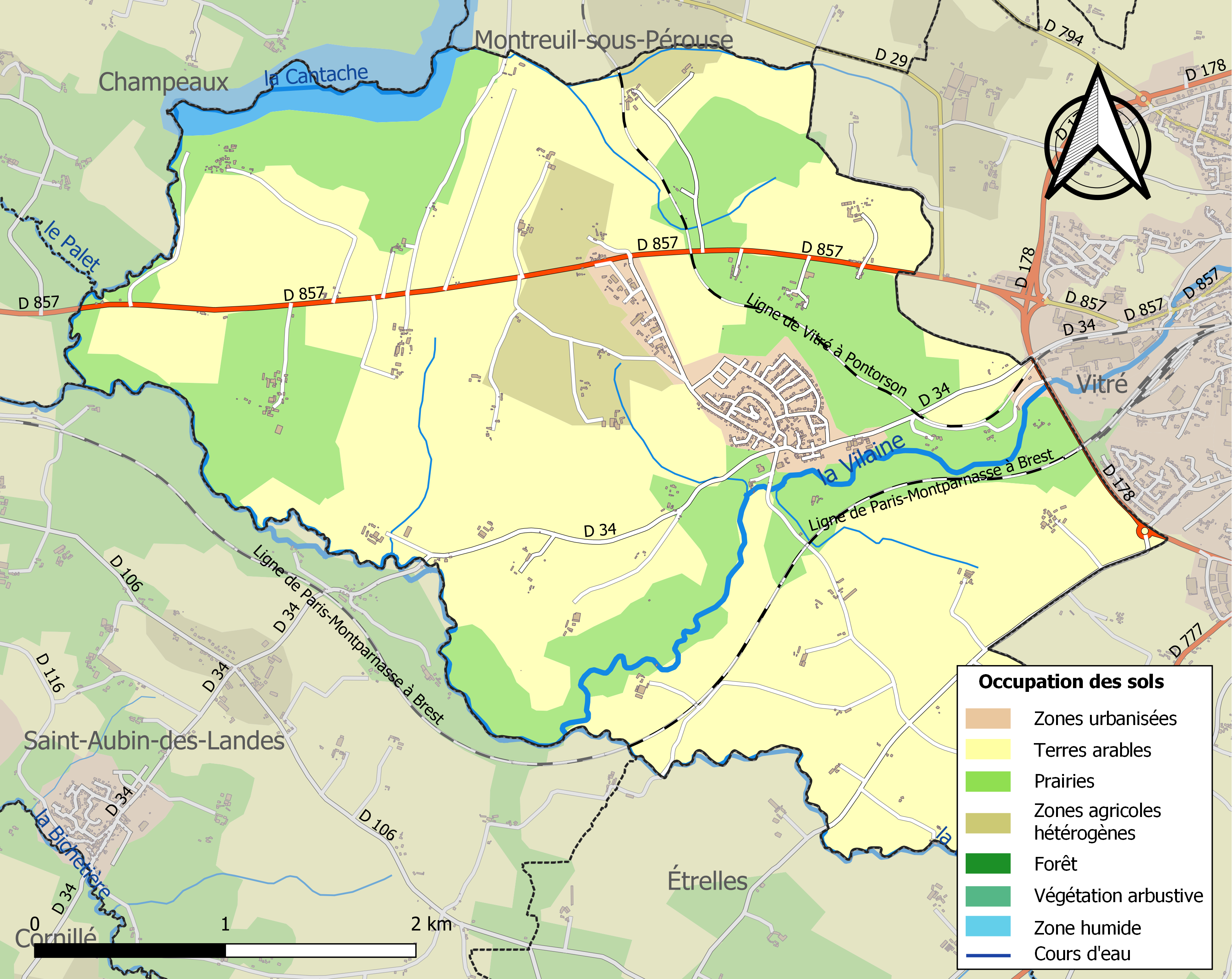
Kaart van de gemeente met belangrijkste infrastructuur, bodemgebruik en omliggende gemeenten

## Demografie
Onderstaande figuur toont het verloop van het inwonertal (bron: INSEE-tellingen).